# Estação Ferrocarril
A Estação Ferrocarril é uma das estações do Metrô de Santiago, situada na comuna de Quilicura. É uma das estações terminais da Linha 3. Foi inaugurada em 25 de setembro de 2023.